# 小行星6919
小行星6919（英語：6919 Tomonaga）是一颗围绕太阳公转的小行星。1993年4月16日，圓舘金、渡邊和郎在北见发现了此天体。
这颗小行星的绝对星等为12.52239128430109等。